# Каракастек
Каракасте́к (каз. Қарақастек) — село у складі Жамбильського району Алматинської області Казахстану. Адміністративний центр Каракастецького сільського округу.
Населення — 3417 осіб (2021; 3020 у 2009, 2805 у 1999, 3259 у 1989).